# Scyphoproctus glabrus
Scyphoproctus glabrus är en ringmaskart som beskrevs av Green 2002. Scyphoproctus glabrus ingår i släktet Scyphoproctus och familjen Capitellidae. Inga underarter finns listade i Catalogue of Life.